# 長喙兀鷲
長喙兀鷲（學名：Gyps indicus）是鷹科下的一種兀鷲。與常見的歐亞兀鷲（G. fulvus）有密切的親緣關係。近年因用於動物的止痛藥雙氯芬酸鈉的廣泛流傳，令不少活動於南亞的兀鷲出現腎衰竭，目前牠們均面臨滅絕危機。

## 外觀描述
長喙兀鷲是一種標準的兀鷲，有一個無毛的禿頭，非常闊的翅膀及短尾。較歐亞兀鷲小及輕，一般體重為5.5至6.3公斤，體長約80至100厘米，翼展205至229厘米長。 與歐亞兀鷲相比，長喙兀鷲的體型較輕盈，覆羽也較短身。歐亞兀鷲常見的白色頭部短毛也缺乏。

## 生態
長喙兀鷲於印度及巴基斯坦東南部的大樹及峭壁上繁殖，組成鬆散的群落。大部分成員均為留鳥。分佈於其東南部的種群，曾一度被看成是長喙兀鷲的一個亞種，但目前已被重新劃分為新物種——細嘴兀鷲（Gyps tenuirostris）。現時仍有不少地方統一稱這兩種鳥為長喙兀鷲。
與其他禿鷲一樣，長喙兀鷲也是一種食腐動物。其主要食物為死去動物的屍體，透過在熱帶的稀樹大草原上空或人類居所上空遊弋巡視以尋找食物。當發現食物後便成群出動。

## 雙氯芬酸鈉中毒

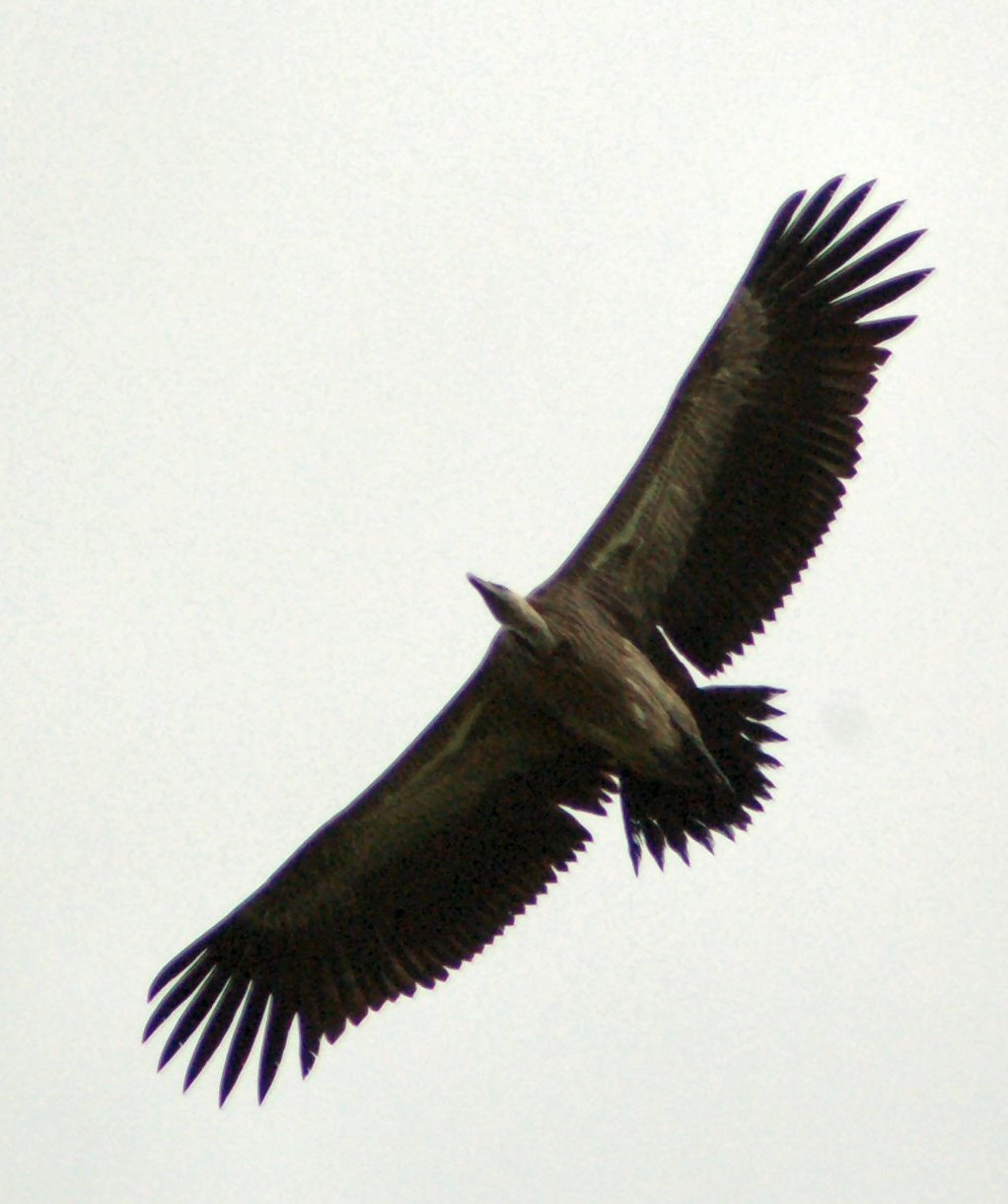
飛行中的長喙兀鷲

長喙兀鷲與白背兀鷲（Gyps bengalensis）等中亞禿鷲在過去十數年的種群數目在印度及巴基斯坦等地均大幅下降了百分之97至99%，而主因是一種獸醫常用的非類固醇消炎止痛藥——雙氯芬酸鈉。 這種能夠治療動物關節疼痛的藥物被廣泛使用，以延長牲畜的工作壽命。但這藥因在動物生命最後階段時被大量使用，導致牠們的屍體內積聚了大量的雙氯芬酸鈉。當兀鷲以動物屍體為食時，便會大量摄入這种化學品，並導致嚴重的腎衰竭而死亡。2005年3月，印度政府建議禁止雙氯芬酸鈉再用在動物身上，而建議改用另一種對禿鷲影響較少的非類固醇消炎止痛藥——美洛昔康（Meloxicam）。2006年3月雙氯芬酸鈉仍然在印度廣泛使用，到目前為止只能寄望當美洛昔康較雙氯芬酸鈉便宜時能改變人們的習慣。

## 圈養繁殖計劃
目前數種印度兀鷲均在圈養繁殖的計劃內。但由於如長喙兀鷲的壽命長，繁殖率低，相信至少要數個世紀才能有成效。這些計劃是否有效，取決於當這批圈養的兀鷲野放到自然環境時，雙氯芬酸鈉是否已在大自然中絕跡。

## 保護現狀
由於在這個世紀以來長喙兀鷲的數目大幅下降，因此此物種在IUCN紅色名錄內被評為極危。

## 外部連結
- （英文） 長喙兀鷲的介紹 （页面存档备份，存于）
- （英文） 國際鳥盟介紹 （页面存档备份，存于）
- （英文） ARKive有關長喙兀鷲的圖片及影像
- （英文） Vultures – stepping back from the verge - 介紹本種及雙氯芬酸鈉對其的影響